# Česko-Slovenská filmová databáze
Il Česko-Slovenská filmová databáze (ČSFD) è il progetto web di un database di film, serial televisivi e cinematografici, nonché attinenti ai social network, consistente di estese valutazioni e recensioni pubbliche di produzioni filmiche di ogni genere e momento storico, con prevalenza per i prodotti cinematografici e televisivi cecoslovacchi, cechi e slovacchi. Il database è curato dalla POMO Media Group, fondata da Martin Pomothy nel 2001.
Il sito, dalla sua fondazione al 2011, è stato oggetto di diversi update .
ČSFD ha sviluppato collaborazioni con diversi festival cinematografici e società di distribuzione di DVD e di Video on demand. La multisala CineStar di Praga dal 2013 mette a disposizione dei suoi visitatori la "sala ČSFD", nella quale vengono proiettati i film che hanno raggiunto il maggior numero di valutazioni positive nel sito.
Nel 2011 il sito ha ricevuto il primo posto a Křišťálová Lupa, il premio dedicato ai siti web cechi, piazzandosi al quarto posto nella categoria All Stars, dopo giganti quali Google, Seznam.cz e IDNES.cz.
Alla data del 5 ottobre 2019 sono presenti sul sito notizie relative a circa 800.000 film, 300.000 attori, 80.000 registi, e 4 milioni di commentari.